# Warren (1799)
Él fue una nave de tipo Sloop-of-war o Corbeta de tres mástiles y 20 cañones que sirvió en la Armada de los Estados Unidos desde 1799 hasta 1801 que fue dado de baja como Mercante. Fue incorporado a la Armada española tras su captura por contrabando y desde 1807 se artilló para combatir a favor del Ejército realista en América. 

## USS Warren
Fue construida en 1799 y sirvió en misiones de escolta y protección en aguas del Caribe frente a los corsarios franceses. Se dio de baja en 1801.  Fue vendida como mercante particular a comerciantes de Baltimore pero tras realizar comercio de contrabando fue capturada en la isla Quiriquina en Talcahuano el 25 de septiembre de 1807 y requisada por el gobierno colonial español del Perú sirviendo como buque de la armada española en el apostadero del Callao.

## Warren o Javiera
Tras la noticia de la creación de una junta insurgente en Chile la fragata Nuestra Señora de Iciar, más conocida como Javiera, fue armada por Francisco de Inda y estuvo al mando de José Gandarias destinada a las costas de Chile en 1812. La fragata Warren o Javiera (denominada también fragata mercante) fue enviada por orden del virrey José Fernando de Abascal en la expedición de Antonio Pareja con la misión de bloquear el puerto de Valparaíso en 1813. El 2 de mayo de 1813 tuvo lugar el combate naval de Valparaiso entre los barcos insurgentes La Perla y Bergantín Potrillo que pretendía romper el bloqueo realista. Sin embargo, la tripulación del buque La Perla se sublevó en favor de la causa realista, y junto al buque Warren dieron caza y capturaron El Potrillo.
En 1816 continuó desarrollando misiones de guardacostas en Valparaíso frente a los corsarios contratados por los gobiernos independentistas.